# Fuškulin
Fuškulin (en italien : Foscolino) est une localité de Croatie située en Istrie, dans la municipalité de Poreč, dans le comitat d'Istrie. En 2001, la localité comptait 155 habitants.

## Géographie
Fuskulin est situé à 6 km du centre-ville de Poreč, au nord-ouest de la Croatie.

## Démographie
| 1948 | 1953 | 1961 | 1971 | 1981 | 1991 | 2001 |
| ---- | ---- | ---- | ---- | ---- | ---- | ---- |
| 203  | 195  | 187  | 145  | 119  | 135  | 155  |

## Activités
Le village, essentiellement habité pas des agriculteurs, est maintenant également devenu le lieu de prédilection de quelques touristes qui y ont acquis quelques vieilles propriétés ou fait construire la leur tout en restant dans la tradition locale. Le calme de ce petit village contraste avec la vie mouvementée de Poreč pendant la période estivale et permet donc de profiter pleinement des infrastructures telles que commerces, stade, hôtel, restaurants etc. Les plages restent toutes proches, à quelques kilomètres, avec Zelena Laguna, Plava laguna, Funtana etc.